# Бієнале
Бієна́ле (італ. biennale) — подія, що відбувається раз у два роки.
Термін застосовується переважно для виставок сучасного мистецтва, музичних та кінофестивалів, складаючи часто частину їх назви, як  наприклад, фотобієнале, які демонструють твори  фотографічного мистецтва
Найпопулярнішою бієнале є заснована у 1895 році міжнародна виставка сучасного мистецтва у Венеції — Венеційська бієнале.
Відповідним терміном для подій, що проходять раз у три роки, є трієнале.